# Dieumerci Mbokani
Dieumerci Mbokani Bézua (Kinshasa, 22 november 1985) is een Congolees Voormalig profvoetballer die bij voorkeur in de aanval als spits speelt. In 2006 debuteerde hij in het Congolees voetbalelftal. In januari 2013 won hij in België de Gouden Schoen.

## Clubcarrière

### Beginjaren
Dieumerci Mbokani (officieel geboren als Dieudonné Mbokani) begon met voetballen in de Congolese hoofdstad Kinshasa. De jonge straatvoetballer speelde voor bescheiden clubs als ES JAD en Bel'Or FC. Zijn profcarrière startte echter bij TP Mazembe. Hij werd twee keer topschutter in de Linafoot en veroverde in 2006 de landstitel.

### RSC Anderlecht
In Congo werd Mbokani in 2006 opgemerkt door RSC Anderlecht. De Brusselse club huurde hem voor één seizoen. Mbokani trainde mee met de A-kern en mocht in september 2006 voor het eerst meespelen met paars-wit. Hij viel toen in een uitwedstrijd tegen Sporting Charleroi na 90 minuten in voor Yves Vanderhaeghe. De speelkansen van de spits bleven beperkt tot invalbeurten. Toch wist hij regelmatig te scoren. Het hoogtepunt kwam er in een thuiswedstrijd tegen KSK Beveren. Mbokani verving na 63 minuten de geblesseerde Nicolas Frutos en scoorde nadien een hattrick. Anderlecht won toen met 8-1 en speelde een week later kampioen.
Een contractverlenging leek in de maak, maar Mbokani kon bij Anderlecht niet op de steun rekenen van de hele technische staf. In de pers liet hij later weten dat trainer Frank Vercauteren niet in hem geloofde. Andere bronnen beweren dat disciplinaire problemen aan de basis lagen.

### Standard Luik
Mbokani tekende in de zomer van 2007 verrassend een contract bij Standard Luik. De Rouches legden de Congolees voor vier seizoenen vast. In geen tijd ontpopte hij zich in Luik tot een echte goalgetter. Samen met Milan Jovanović, Axel Witsel, Marouane Fellaini en Steven Defour werd hij een van de sterkhouders van Standard. De club werd in 2008 voor het eerst in 25 jaar nog eens landskampioen. Een jaar later verlengden de Rouches hun titel.
De Congolese spits vond met zijn fysiek spel makkelijk de weg naar het doel, maar liet zich naast het veld even vaak opmerken door zijn nonchalance en gebrek aan professionaliteit. Hij kon zijn teleurstelling dan ook niet verbergen toen hij in januari 2009 naast de Gouden Schoen greep. Mbokani noemde de uitslag toen racistisch.
Ook bij Standard werd het gebrek aan discipline van Mbokani steeds vaker op de korrel genomen. Hij kwam tijdens het seizoen 2009/10 minder aan spelen toe, maar had wel een belangrijk aandeel in het bereiken van de kwartfinale van de Europa League. De club liet hem na afloop van het seizoen vertrekken.

### Monaco en Wolfsburg
Verscheidene clubs toonden interesse in de goaltjesdief van Standard. AS Monaco trok aan het langste eind en betaalde € 7 miljoen voor de spits. Maar Mbokani kwam bij de Franse club, onder meer door blessures, amper aan spelen toe. Tijdens de winterstop leende Monaco hem uit aan VfL Wolfsburg. De Duitse club zag in hem een vervanger voor aanvaller Edin Džeko. Maar ook in de Bundesliga kwam Mbokani niet vaak van de bank.
Na het seizoen keerde Mbokani terug naar Monaco. Van de Franse club mocht Mbokani andere oorden opzoeken. De Congolees werd reeds in maart 2011 aan zijn ex-club Standard gelinkt.

### Terugkeer naar RSC Anderlecht
Uiteindelijk was het RSC Anderlecht dat hem in de zomer van 2011 terug naar België haalde. De club betaalde aan AS Monaco een transfersom van € 3,3 miljoen. Supporters van Anderlecht lieten evenwel op voorhand weten dat ze Mbokani niet graag zagen komen. Bij Anderlecht werd Mbokani opnieuw verenigd met zijn gewezen ploegmaat Milan Jovanović. In de nacht van 23 op 24 augustus 2011 verloor Mbokani zijn 5 maanden oude zoontje aan een hartstilstand.
In 2012 pakte Mbokani zijn tweede landstitel met Anderlecht. Nadien plaatste hij zich met de landskampioen voor de UEFA Champions League. De Congolees werd een half jaar later voor zijn prestaties beloond met de Gouden Schoen.

### Dynamo Kiev
Mbokani tekende in juni 2013 een vierjarig contract bij Dynamo Kiev. Daarmee werd hij in zijn eerste seizoen bij de club vierde en in het volgende kampioen in de Vysjtsja Liha. Waar hij in het eerste jaar 25 competitiewedstrijden speelde, deed hij er in het kampioensjaar in acht mee.
Dynamo Kiev verhuurde Mbokani in augustus 2015 voor een jaar aan Norwich City, dat daarbij een optie tot koop bedong.

### Royal Antwerp
Eind juni 2017 liep het contract van Mbokani in Kiev af, Antwerp zag zijn kans om hem binnen te halen. Op 25 augustus 2018 tekende de 32-jarige spits een contract voor 1 jaar op de Bosuil. Hij bleek een doeltreffende aanwinst en werd Antwerps topschutter.Hij was vaak een belangrijke pion, zo was hij ook verantwoordelijk voor twee van de drie doelpunten tijdens de match tegen Charleroi, die Antwerp een ticket voor de Europa League opleverde.
Na deze wedstrijd kondigde Mbokani aan dat het zijn laatste match was geweest voor Royal Antwerp FC, hij genoot belangstelling van Anderlecht en werd meermaals gelinkt aan een terugkeer naar zijn oude club. Echter in juni kwam het onverwachte nieuws dat hij dan toch nog een jaar voor Antwerp ging spelen en zijn contract verlengd werd voor die periode.
In de zomer van 2021 verhuisde hij van Royal Antwerp naar Kuwait SC.
In september 2022 keerde Mbokani terug naar België en tekende een eenjarig contract bij SK Beveren. Medio 2023 ging hij in Armenië voor FC Noah spelen.

## International
Mbokani werd in 2006 voor de eerste keer geselecteerd voor de nationale ploeg van Congo-Kinshasa. Sindsdien speelde hij al meer dan 10 interlands. In 2011 werd hij door bondscoach Robert Nouzaret uit de nationale selectie gezet wegens disciplinaire redenen.

## Clubstatistieken
| Seizoen     | Club              | Competitie        | Competitie | Competitie | Competitie | Beker | Beker | Beker | Internationaal | Internationaal | Internationaal | Totaal | Totaal | Totaal |
| Seizoen     | Club              | Competitie        | Wed.       | Dlp.       | Ass.       | Wed.  | Dlp.  | Ass.  | Wed.           | Dlp.           | Ass.           | Wed.   | Dlp.   | Ass.   |
| ----------- | ----------------- | ----------------- | ---------- | ---------- | ---------- | ----- | ----- | ----- | -------------- | -------------- | -------------- | ------ | ------ | ------ |
| 2004        | Bel'Or Kinshasa   | Linafoot          | 27         | 21         | ?          | 0     | 0     | 0     | —              | —              | —              | 27     | 21     | 0      |
| Club Totaal | Club Totaal       | Club Totaal       | 27         | 21         | 0          | 0     | 0     | 0     | 0              | 0              | 0              | 27     | 21     | 0      |
| 2005        | TP Mazembe        | Linafoot          | 40         | 40         | ?          | 0     | 0     | 0     | —              | —              | —              | 40     | 40     | 0      |
| 2006        | TP Mazembe        | Linafoot          | 32         | 27         | ?          | 0     | 0     | 0     | —              | —              | —              | 32     | 27     | 0      |
| Club Totaal | Club Totaal       | Club Totaal       | 72         | 67         | 0          | 0     | 0     | 0     | 0              | 0              | 0              | 72     | 67     | 0      |
| 2006/07     | → RSC Anderlecht  | Eerste klasse     | 9          | 4          | 0          | 1     | 1     | 0     | 0              | 0              | 0              | 10     | 5      | 0      |
| Club Totaal | Club Totaal       | Club Totaal       | 9          | 4          | 0          | 1     | 1     | 0     | 0              | 0              | 0              | 10     | 5      | 0      |
| 2007/08     | Standard Luik     | Eerste klasse     | 32         | 15         | 4          | 5     | 3     | 0     | 3              | 1              | 0              | 40     | 19     | 4      |
| 2008/09     | Standard Luik     | Eerste klasse     | 31         | 17         | 6          | 1     | 1     | 0     | 10             | 3              | 1              | 42     | 21     | 7      |
| 2009/10     | Standard Luik     | Eerste klasse     | 24         | 7          | 6          | 2     | 0     | 1     | 12             | 3              | 3              | 38     | 10     | 10     |
| Club Totaal | Club Totaal       | Club Totaal       | 87         | 39         | 16         | 8     | 4     | 1     | 25             | 7              | 4              | 120    | 50     | 21     |
| 2010/11     | AS Monaco         | Ligue 1           | 10         | 1          | 3          | 1     | 0     | 0     | —              | —              | —              | 11     | 1      | 3      |
| Club Totaal | Club Totaal       | Club Totaal       | 10         | 1          | 3          | 1     | 0     | 0     | 0              | 0              | 0              | 11     | 1      | 3      |
| 2010/11     | → VfL Wolfsburg   | Bundesliga        | 7          | 0          | 0          | 0     | 0     | 0     | —              | —              | —              | 7      | 0      | 0      |
| Club Totaal | Club Totaal       | Club Totaal       | 7          | 0          | 0          | 0     | 0     | 0     | 0              | 0              | 0              | 7      | 0      | 0      |
| 2011/12     | RSC Anderlecht    | Eerste klasse     | 26         | 15         | 8          | 0     | 0     | 0     | 5              | 1              | 1              | 31     | 16     | 9      |
| 2012/13     | RSC Anderlecht    | Eerste klasse     | 27         | 19         | 5          | 3     | 2     | 0     | 8              | 6              | 2              | 38     | 27     | 7      |
| Club Totaal | Club Totaal       | Club Totaal       | 62         | 39         | 13         | 4     | 3     | 0     | 13             | 7              | 3              | 79     | 49     | 16     |
| 2013/14     | FC Dynamo Kiev    | Premjer Liha      | 25         | 13         | 10         | 2     | 1     | 1     | 6              | 2              | 0              | 33     | 16     | 11     |
| 2014/15     | FC Dynamo Kiev    | Premjer Liha      | 8          | 3          | 1          | 2     | 0     | 0     | 3              | 0              | 0              | 13     | 3      | 1      |
| Club Totaal | Club Totaal       | Club Totaal       | 33         | 16         | 11         | 4     | 1     | 1     | 9              | 2              | 0              | 46     | 19     | 12     |
| 2015/16     | → Norwich City FC | Premier League    | 29         | 7          | 1          | 1     | 0     | 1     | —              | —              | —              | 30     | 7      | 2      |
| Club Totaal | Club Totaal       | Club Totaal       | 29         | 7          | 1          | 1     | 0     | 1     | 0              | 0              | 0              | 30     | 7      | 2      |
| 2016/17     | → Hull City AFC   | Premier League    | 12         | 0          | 1          | 2     | 0     | 0     | —              | —              | —              | 14     | 0      | 1      |
| Club Totaal | Club Totaal       | Club Totaal       | 12         | 0          | 1          | 2     | 0     | 0     | 0              | 0              | 0              | 14     | 0      | 1      |
| 2017/18     | FC Dynamo Kiev    | Premjer Liha      | 21         | 9          | 2          | 3     | 0     | 0     | 7              | 3              | 0              | 31     | 12     | 2      |
| Club Totaal | Club Totaal       | Club Totaal       | 54         | 25         | 13         | 7     | 1     | 1     | 16             | 5              | 0              | 77     | 31     | 14     |
| 2018/19     | Royal Antwerp FC  | Eerste klasse     | 32         | 13         | 9          | 1     | 1     | 0     | —              | —              | —              | 33     | 14     | 9      |
| 2019/20     | Royal Antwerp FC  | Eerste klasse     | 28         | 18         | 7          | 5     | 5     | 1     | 4              | 1              | 1              | 37     | 24     | 9      |
| 2020/21     | Royal Antwerp FC  | Eerste klasse     | 32         | 14         | 4          | 0     | 0     | 0     | 3              | 0              | 1              | 35     | 14     | 5      |
| Club Totaal | Club Totaal       | Club Totaal       | 92         | 45         | 20         | 6     | 6     | 1     | 7              | 1              | 2              | 105    | 52     | 23     |
| 2021        | Kuwait SC         | Premier League    | ?          | ?          | ?          | ?     | ?     | ?     | 1              | 1              | 0              | 1      | 1      | 0      |
| 2022        | Kuwait SC         | Premier League    | ?          | ?          | ?          | ?     | ?     | ?     | 1              | 0              | 0              | 1      | 0      | 0      |
| Club Totaal | Club Totaal       | Club Totaal       | 0          | 0          | 0          | 0     | 0     | 0     | 2              | 1              | 0              | 2      | 1      | 0      |
| 2022/23     | SK Beveren        | Eerste klasse B   | 23         | 14         | 8          | 1     | 2     | 0     | —              | —              | —              | 24     | 16     | 8      |
| Club Totaal | Club Totaal       | Club Totaal       | 23         | 14         | 8          | 1     | 2     | 0     | 0              | 0              | 0              | 24     | 16     | 8      |
| 2023/24     | FC Noah           | Bardzragujn chumb | 10         | 2          | 3          | 0     | 0     | 0     | —              | —              | —              | 10     | 2      | 3      |
| Club Totaal | Club Totaal       | Club Totaal       | 10         | 2          | 3          | 0     | 0     | 0     | 0              | 0              | 0              | 10     | 2      | 3      |
| TOTAAL      | TOTAAL            | TOTAAL            | 485        | 260        | 78         | 30    | 16    | 4     | 63             | 21             | 9              | 578    | 297    | 91     |

## Erelijst
| Competitie                     |            |                           |            |            |
| Competitie                     | Aantal     | Jaren                     |            |            |
| TP Mazembe                     | TP Mazembe | TP Mazembe                | TP Mazembe | TP Mazembe |
| ------------------------------ | ---------- | ------------------------- | ---------- | ---------- |
| Kampioen Linafoot              | 1x         | 2006                      |            |            |
| Anderlecht                     |            |                           |            |            |
| Kampioen Eerste klasse         | 3x         | 2006/07, 2011/12, 2012/13 |            |            |
| Belgische Supercup             | 1x         | 2012                      |            |            |
| Standard Luik                  |            |                           |            |            |
| Kampioen Eerste klasse         | 2x         | 2007/08, 2008/09          |            |            |
| Belgische Supercup             | 1x         | 2009                      |            |            |
| Dinamo Kiev                    |            |                           |            |            |
| Kampioen Premjer Liha          | 1x         | 2014/15                   |            |            |
| Beker van Oekraïne             | 2x         | 2013/14, 2014/15          |            |            |
| Antwerp FC                     |            |                           |            |            |
| Beker van België               | 1×         | 2019/20                   |            |            |
| Topschutter Jupiler Pro League | 1x         | 2019/20                   |            |            |
| Kuwait SC                      |            |                           |            |            |
| Premier League (Koeweit)       | 1×         | 2021/22                   |            |            |

Individueel
- Belgische Gouden Schoen: 2012
- Ebbenhouten Schoen: 2012, 2020[9]